# کاکایی‌اقیانوسی دم‌پیچ

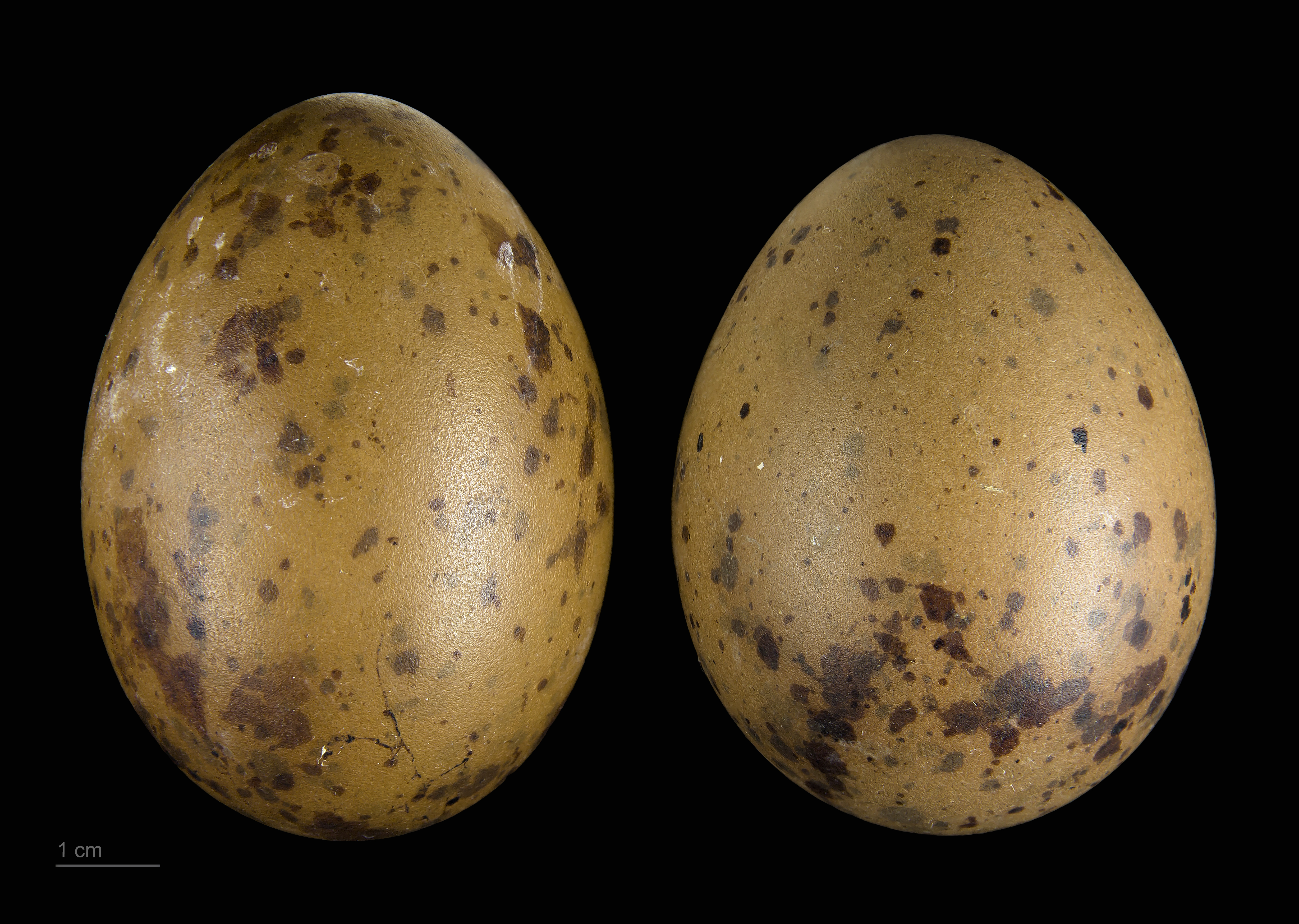
Stercorarius pomarinus

کاکایی‌اقیانوسی دُم‌پیچ (نام علمی: Stercorarius pomarinus) یا کاکایی اقیانوسی دم‌پیچ یا اسکوآی دم‌پیچ نام یک گونه از تیره کاکایی‌اقیانوسی است.

## ویژگی‌ها
با ۵۰ سانتی‌متر با احتساب دو شاهپر وسطی دم، از کاکایی‌اقیانوسی قطبی بزرگتر، پرجثه‌تر و سینه‌اش برآمده‌تر است، پرنده بالغ با پرهای بلند میانی دم که بلنده بوده در انتها تاب خورده‌است، مشخص می‌شود، ولی ممکن است گاهی این پرها شکسته و کوتاه شده باشد، قاپوی دم‌پیچ به دو شکل کمرنگ و پررنگ دیده می‌شود؛ شکل کمرنگ آن سر و صورت تقریباً سیاه، گونه‌ها و طوق سفید مایل به زرد، سطح شکمی سفید، نوک بال‌ها و پهلوها با راه راه عرضی تیره رنگ و معمولاً یک طوق سینه‌ای تیره دارد. شکل پر رنگ آن قهوه‌ای پررنگ و نسبتاً یکدست است. هردو شکل قاپوی دم‌پیچ؛ لکه‌های بزرگ تقریباً سفید در زیر و روی بال دارد، پرنده نابالغ، به‌طور یکدست لکه لکه قهوه‌ای پررنگ و نخودی است، در سطح شکمی راه راه عرضی فراوان دارد و شاهپرهای وسطی دم آن بلند نیست. در طبیعت تشخیص آن از نابالغ قاپوی قطبی میسر نیست، جز به کمک اندازه بزرگتر، جثه پرتر و بالهای پهن‌تر و گردتر.
کاکایی‌اقیانوسی دم‌پیچ بیشتر دور از ساحل و در وسط دریا و گاهی در کنار ساحل نیز دیده می‌شوند.
قاپوی دم‌پیچ پرنده‌ای است که زمستانها در نزدیکی سواحل جنوبی ایران از پراکندگی نسبتاً فراوانی برخوردار بوده، به صورت مهاجر عبوری از سواحل جنوب شرقی دریای خزر گزارش شده ولی در حال حاضر و به‌طور کلی از پراکندگی این پرنده اطلاعات کامل و دقیقی در دست نیست.